# Перетуть
Перету́ть (бел. Перату́ць), также известная как Ру́дица (бел. Рудзіца), — река в Дзержинском и Узденском районах Минской области. Длина реки — 44 км. Площадь водосбора — 334 км². Массовый расход в устье — 2,2 м³/с. Средний наклон водной поверхности 0,8 ‰.

## География и гидрография

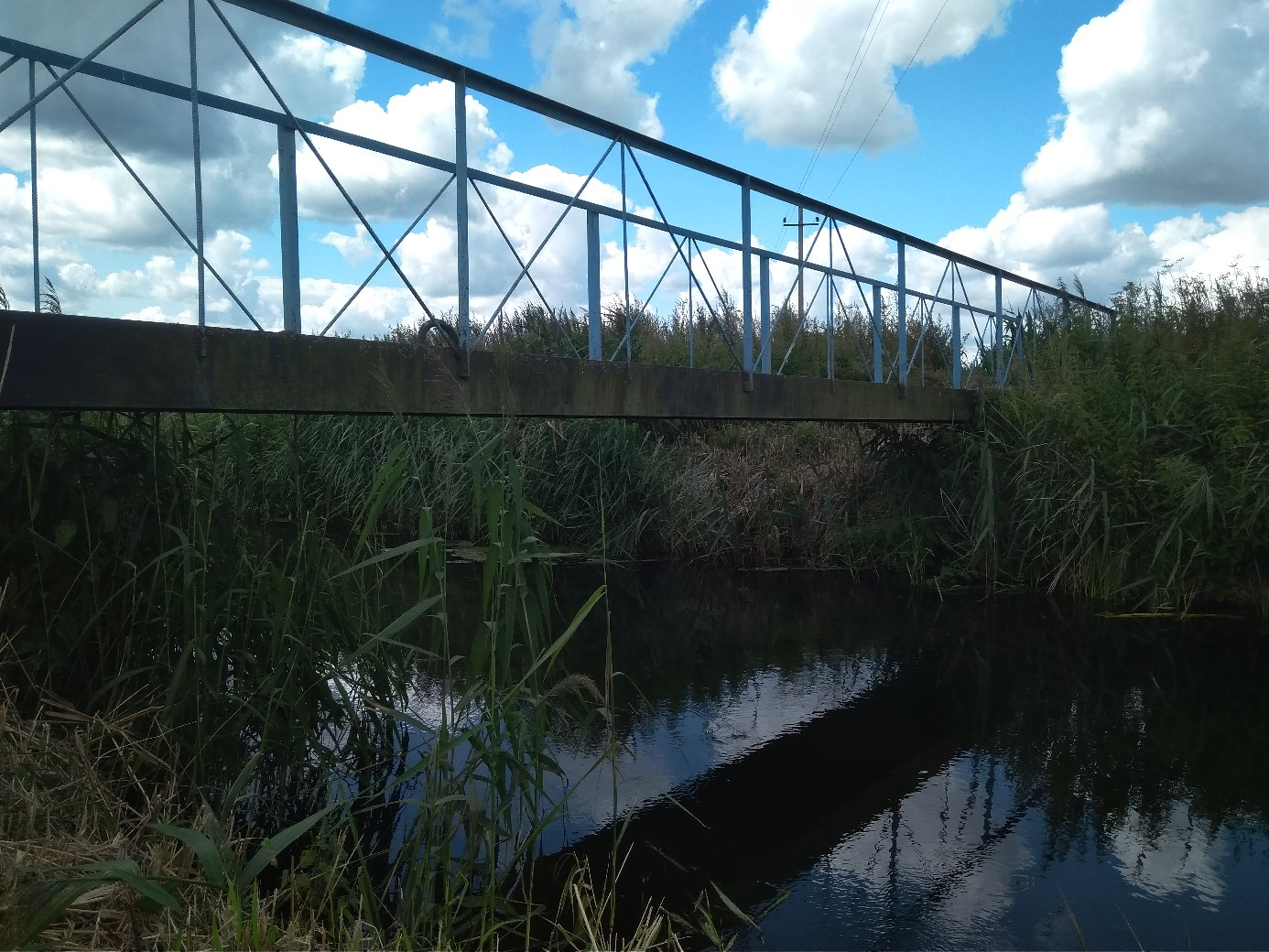
Река Перетуть, возле д. Клыповщина и Вишнёвка

Начинается в 1,4 км к северо-западу от деревни Лучицы Дзержинского района, протекает через небольшие лесные массивы южными склонами Минской возвышенности, через агрогородок Негорелое, впадает в Уссу в 3-х километрах от деревни Кухтичи Узденского района.
Долина на большом протяжении невыразительная, местами трапециевидная. Пойма преимущественно ровная, местами под кустарником. Русло в верхнем течении и на отдельных участках среднего течения канализировано, её ширина 8-10 метров, изредка достигает 15 метров.
Река Перетуть изучалась в 1945—1948 годах. С 1967 года наблюдения ведутся гидрологические исследования посту Городищанской метеорологической станции (Негорельский сельсовет).

## Притоки
Основные притоки — Карачунка, Самотечь, Синицкая, Еленка, Безымянный ручей, Нетечка, а также большое количество мелиорационных каналов.

## Населённые пункты
На побережье реки или непосредственно вблизи её расположены деревни Волка, Новая Рудица, Касиловичи, Клыповщина, Микуличи, Рудня, Чурилы, Клочки, Городище, Гарбузы, Логовище, посёлки Энергетиков и Клочки, агрогородок Негорелое, деревня Лисовщина.